# Sandrew Bio (Borlänge)
Sandrew Bio var en multibiograf i Borlänge som Sandrews byggde 1978 och då hette Cinema 1-2-3 i lokaler som tidigare inrymt en herrekipering. Vid renovering av salongerna 1985 bytte biografen namn till Sandrew 1-2-3. 1994 byggdes en ytterligare salong till i ett tidigare förråd, då döptes bion om till Sandrew Bio.
Biografen stängdes när Biopalatset öppnade 2004.